# Вільям Сміт (плавець)
Вільям Сміт (англ. William "Bill" Melvin Smith, Jr.; 16 травня 1924, Гонолулу, Гаваї, США — 8 лютого 2013 року, Гонолулу, Гаваї, США) — американський плавець, дворазовий чемпіон літніх Олімпійських ігор в Лондоні (1948).

## Біографія
В юності виступав за спортивне товариство Alexander Community Association Team в Ваілуку. Потім вступив до Університету Огайо і став виступати за клуб Ohio State Buckeyes. Під час Другої світової війни служив в лавах ВМФ США.
Встановив сім світових рекордів; за свою кар'єру виграв 14 титулів чемпіона США і 6 - NCAA. На літніх Олімпійських іграх в Лондоні (1948) виграв дві золоті медалі: на дистанції 400 м вільним стилем і в естафеті 4 × 200 м вільним стилем (з новим світовим рекордом - 8:46.0).
Після закінчення Університету Огайо став капітаном збірної з серфінгу на Вайкікі-Біч, був тренером з плавання в Гавайському університеті і протягом 25 років - директором з безпеки департаменту парків і відпочинку Гонолулу, відповідаючи за підготовку рятувальників. Одночасно вів платні заняття з плавання в Kamehameha Swim Club.
У 1966 році його було введено до Міжнародної зали слави водних видів спорту.